# Kajka mořská

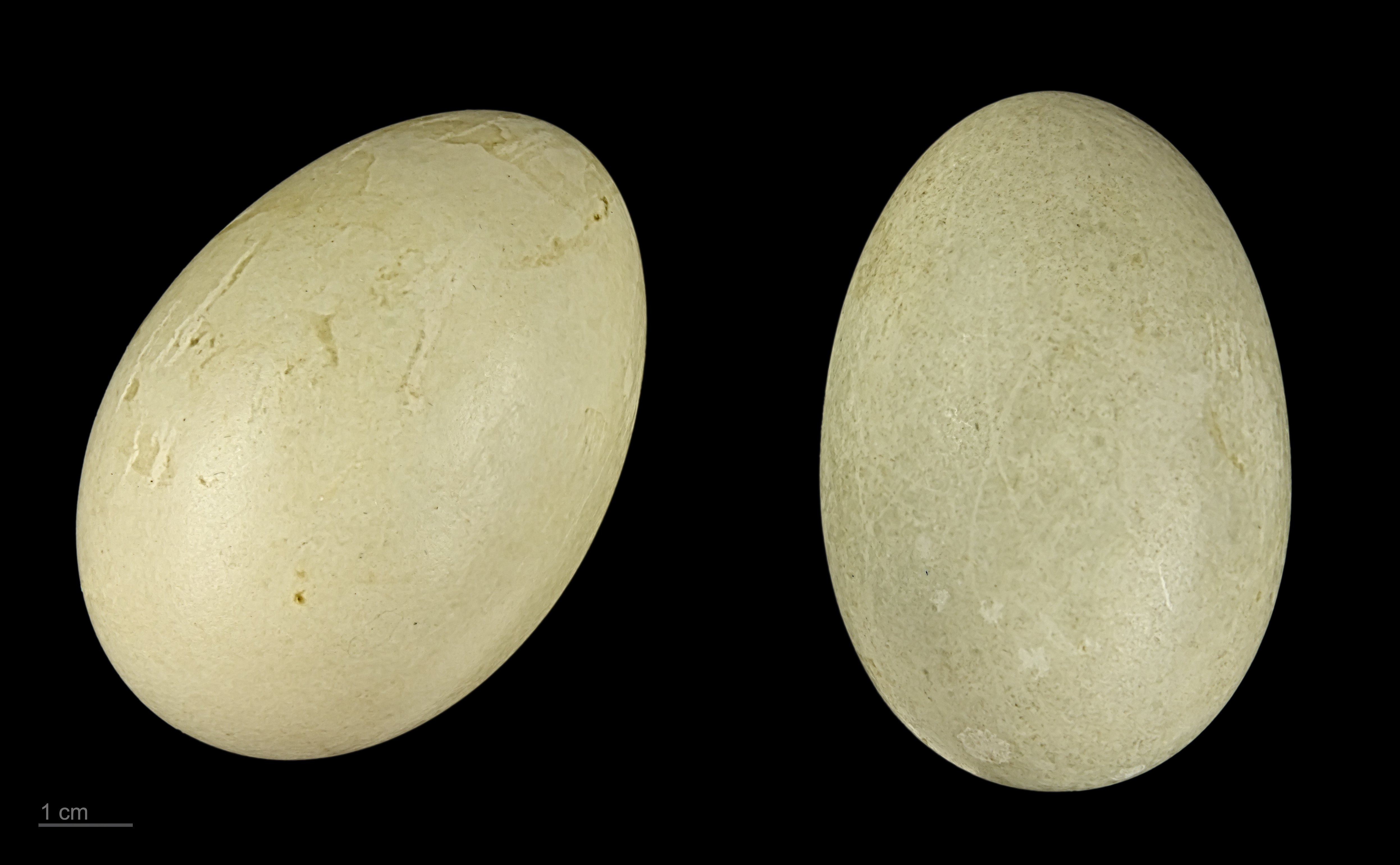
Somateria mollissima

Kajka mořská (Somateria mollissima) je mořský pták, který se rád zdržuje v blízkosti příbřežních ostrůvků nebo chráněných zálivů.

## Způsob života
S oblibou hnízdí v koloniích. Hnízdo si často zakládá v kamenitém pobřeží nebo v podrostu a vystýlá je prachovým peřím.
Samice sedí na 4–6 nazelenalých vejcích čtyři týdny. Při vyplašení vzlétne jako kachna divoká a postříká snůšku zapáchajícím trusem. Mláďata v prachovém šatě ihned po oschnutí následují matku, později se často tvoří mateřské školky.
Kajka mořská se živí především mlži, pro které se potápí až do hloubky 25 m; pod vodou vydrží až tři minuty. Mláďata se živí zejména vodními larvami hmyzu, například vážek.

## Vlastnosti pěří
Peří kajky mořské je vzácný přírodní materiál s mimořádnými izolačními vlastnostmi. Vyznačuje se nízkou hmotností, vysokou tepelnou izolací a přirozenou hydrofobností. Díky těmto vlastnostem je považováno za jeden z nejkvalitnějších izolačních materiálů. Peří kajky, se využívá především v luxusních lůžkovinách a vysoce kvalitním outdoorovém oblečení.